# ニューアーバンカウボーイ
『ニューアーバンカウボーイ：新歩行者主義に向けて』（原題：New Urban Cowboy:Toward a New Pedestrianism）は、2008年作製・DVDリリースされるドキュメンタリー映画である。アメリカ人の芸術家・都市計画家であるマイケル・アースが自ら出演し、自身の新歩行者主義運動と、フロリダ州ディランドの市街地近郊のクラックタウン再建について語っている。このDVDは2007年に映画祭に出品した100分版を83分に再編集したもので、スペイン語、フランス語、ドイツ語、日本語、中国語字幕付きの国際版である。旧バージョンは「ニューアーバンカウボーイ：マイケル・アースの労働」と題されていた 。

## 概要
物語は、マイケル・アースと彼の妊娠中の妻マヤがアメリカ横断の旅をするところから始まる。カリフォルニア州サンタバーバラにある、滝に囲まれた広々とした郊外住宅からフロリダ州の小さな街にある、荒廃し危険な地域へと移り住むことになったのだ。アースは30軒の住宅・商店を購入し、ディランド市繁華街をスラムから「ヒストリック・ガーデン区」へと変えた。銃弾の入ったマシンガンの代わりに釘とステープルが入った電動タッカーを手に、暴力的対立の代えて穏やかな説得を使い、麻薬売人や他の犯罪者たちをその地域から追放したのである。さらにどのように新しい街や地域を建てるかについて改良モデルを創りあげた。この映画は彼の都市計画哲学の発達や新歩行者主義についても言及し、未来の見通しを語り上向きで楽観的雰囲気で終わっている。この他にもアースのサーファー、芸術家、建築者、住宅・都市デザイナーとしての若年期と奮闘の姿が記録映像のドキュメントとして収められている。
本作『ニューアーバンカウボーイ』は三部作ドキュメンタリーの第一部であり、問題解決と将来の動向についてのアースの考えを説明したものである。残り二作であるThe Labors of Hercules: Modern Solutions to 12 Herculean ProblemsとUNICE: Universal Network of Intelligent Conscious Entitiesは2008年後半のリリース予定である。

## 新歩行者主義
新歩行者主義は1999年に初めてマイケル・アースによって提唱されたもので、都市計画理論においてのニューアーバニズムをさらに理想主義的に進化させたものである。自動車の利用を減らすことに特に焦点をおき、社会・健康・エネルギー・経済・美学・環境といった様々な問題の解決を試みている。新歩行者主義を利用している地域や新都市は「歩行者集落 (Pedestrian Village)」と呼ばれている。歩行者集落は自動車乗り入れがほぼ禁止な街から、全ての住宅・ビジネス街の裏側に車のアクセスが可能な街まで様々だが、歩道が必ず前方に作られている。

## Reaction
一般的に見て、『ニューアーバンカウボーイ』は映画祭用の編集版でさえも極めて好意的な評価を得た。映画、また他の出版物で表現されているアースの都市デザイン哲学である新歩行者主義についての学問的評論もまた好意的な評価を得た。

## 映画制作者
- マイケル・アース: プロデューサー、 撮影監督
- ブレーク・ワイアーズ: 編集者、撮影監督
- ヘレナ・リア: 音響編集者